# 二等公民
二等公民，又稱次等公民，這個詞並非一个正式术语，而僅僅是用来描述一个社会体系内对一部分人的歧视或对外来人口的政治限制，即使他们在法律上具有作为一个公民或合法居民的地位。二等公民虽然不一定是奴隶或罪犯，但他们只享有有限的合法权利、公民权利和经济机会，而且经常受到虐待或忽视。一般而言，法律會傾向於无视二等公民，不向他们提供保护或僅提供有限保護，乃至於立法者在制订法律时可能根本不考虑他们的利益，所以將部分群體划分為二等公民的行为普遍被视为是侵犯人权的。。典型的二等公民所面临的障碍包括但不仅限于（缺乏或丧失表决权）：权利被剥夺，限制民事或军事服务（不包括任何情况下的征兵），以及限制语言、宗教、教育、行动和结社的自由，武器的所有权，婚姻，性别认同和表达，住房和财产所有权 。
这个术语通常含有贬义，用来作为某些背景下的民间社会行动，政府通常会否认其管辖内存在二等公民。作为一个非正式的术语，二等公民并没有客观的划定范围，然而，有一些历史上公认的划分二等公民的事件和群体，例如：美国南方种族隔离，南非的种族隔离，在议会时代的罗马天主教徒，在北爱尔兰和边缘化的其他宗教和少数民族，妇女，男性，非监护家长，低到中期收入的父母谁可以不负担律师和有孩子的儿童保护服务，和世界许多国家的其他少数族裔等等。马来西亚公开将“马来人至上（Ketuanan Melayu）写进宪法，马来人被授予土著地位，而华人和印度人则成为非土著。马来西亚的公务员分配及奖学金都会保留固定的百分比给土著，造成优秀的华人和印度人就算成绩标青也未必成功进入政府大学入读。
相比之下，居民外国人或外国公民可能有司法管辖区（如没有被投票，并不必向政府注册）内有限的权利，但是也给予法律的保护，并且通常被当地的民众接受。入籍的公民基本上具有与任何其他公民（一个可能的例外是某些公职禁选）同样的权利和责任，也受法律保护。